# Wellfare
A Wellfare Gigi D'Agostino 2005-ös kislemeze. A címadó dal változatain kívül még egy új szám található a korongon, a Lost in my dreams.

## Kiadások
CD (Noise Maker)
1. Wellfare (When the sun rises) 2:16
2. Wellfare (I wanna tanz FM)  3:13
3. Wellfare (Gigi & Pandolfi FM)  3:20
4. Wellfare (Gigi & Luca Noise FM)  4:34
5. Wellfare (I wanna tanz)  6:38
6. Wellfare (Gigi & Pandolfi)  5:12
7. Welfare (Gigi & Luca Noise)  5:01
8. Lost in my dreams  3:18

("12)(Noise Maker)
A-oldal
1. Wellfare (I wanna tanz)  6:38

B-oldal
1. Wellfare (Gigi & Luca Noise FM)  4:34

CD (ZYX Records)(a.k.a. Golden-Dance-Classics edition)
1. Wellfare (Album version)  2:50
2. Wellfare (Gigi & Pandolfi FM)  3:20
3. Wellfare (Gigi & Luca Noise FM)  4:34
4. Wellfare (When the sun rises)  2:16
5. Wellfare (Gigi & Pandolfi)  5:12
6. Lost in my dreams  3:18

CD (2 számos kislemez)(ZYX Records)
1. Wellfare (Gigi & Pandolfi long version)  5:12
2. Wellfare (Gigi & Luca Noise)  5:01

("12)(B.I.G.)
A-oldal
1. Wellfare (Gigi & Pandolfi long version)  5:12

B-oldal
1. Wellfare (Gigi & Luca Noise)  5:01
2. Wellfare (I wanna tanz)  6:38

CD (Blanco Y Nergo)
1. Wellfare (Gigi & Pandolfi FM)  3:20
2. Wellfare (Gigi & Luca Noise FM)  4:34
3. Wellfare (Gigi & Pandolfi)  5:12
4. Wellfare (I wanna tanz)  6:38
5. Wellfare (When the sun rises)  2:16
6. Lost in my dreams  3:18

## Szerzők
Wellfare: Di Agostino, Leoni & Montagner - Media Songs Srl.
Lost in my dreams: Di Agostino, Leoni & Montagner - Media Songs Srl./Pensieri Elettronici Srl.